# 最優秀ボーイスカウト
『最優秀ボーイスカウト』（原題：Droopy's Good Deed, 公開： 1951年5月5日）は、アメリカ合衆国の映画会社メトロ・ゴールドウィン・メイヤー (MGM) に所属していたアニメーターのテックス・アヴェリーによる短編アニメ作品のひとつ。

## ストーリー
スパイクが貨物列車に乗っていると無銭乗車として追い出されてしまう。そんな彼の降り立った場所はボーイスカウトのキャンプ場だった。ボーイスカウトの隊長が合格者に選ばれたドルーピーとスパイクに似た犬のどちらをより優秀なボーイスカウトとして認められた者はアメリカ合衆国大統領に会うことを許可する話をしていた。その話を聞いたスパイクは自分に似た犬に成りすまして、飛び入り参加し、邪魔なドルーピーを消そうとする。
しかし、ボーイスカウトの腕はドルーピーの方が一枚上手で、「雷は木の下には二度落ちない」という迷信を真に受けたり、山小屋を火事にさせければドルーピーが美女を助けるため自分が山小屋に飛び込み黒焦げになったり、ダイナマイトを入れた財布を落としてドルーピーに拾わせればあっさり届けられ、更には老人の落としたシルクハットに爆弾を入れそれをドルーピーに届けさせるも老人のお礼の大金に目がくらみ自分が大金をもらおうとすれば爆発するなど失敗ばかり。最後にスパイクは赤ん坊に変装してドルーピーをビルから突き落とそうとするも、代わりに自分が落ちてしまいドルーピーに助けられてしまう。
これによりドルーピーは最優秀ボーイスカウトとして認められ、大統領に会うことを許可される。早速、大統領の住んでいるホワイトハウスに向かうドルーピー。部屋中には音楽が響き渡りそこにはピアノを弾くドルーピーの姿が。なんと大統領は他でもないドルーピー本人だったのだ。そして、彼は視聴者に「大統領に会うと思った？実は僕だったのさ」と微笑むのだった。

## 登場するキャラクター
ドルーピー
ボーイスカウト。最後までスパイクに騙されたことに気付かない鈍感な性格は健在だが、それでもスパイクをも上回るサバイバル能力の持ち主で、最後は優秀なボーイスカウトとして認められる。ラストでは大統領に会うことを許可されるも、実は彼本人が大統領だったというオチとなった。
スパイク
大統領に会うためにボーイスカウトに飛び入り参加する。邪魔なドルーピーを消そうと色々試すも失敗する。
隊長
ボーイスカウトの隊長。ドルーピー達を合格者として選び、優秀なボーイスカウトを大統領に合わせる許可を与える話をする。
隊員
ボーイスカウトの隊員。スパイクに似ている。ドルーピー同様合格者だったものの、スパイクに成り代わられてしまう。
美女
スパイクの罠で山小屋を火事にされたところをドルーピーに助けられる。
老人
シルクハットを落としスパイクに爆弾を入れられそれを拾ったドルーピーが届けてお礼に大金を渡そうとするも、金に目がくらんだスパイクが自分が拾ったと思わせるために受け取ろうとするも、爆弾の存在を忘れていたために彼もろとも爆発して黒焦げになってしまう。
貨物列車の乗務員
勝手に無賃乗車しているスパイクを見つけ、列車から追い出した。

## 日本でのTV放映
TBS版の『トムとジェリー』の短編に挟まれて放映されていた。カートゥーンネットワークでも放送されている。また、スパイクと老人が爆弾で黒焦げになるシーンがカットされている。